# Cenolia tasmaniae
Cenolia tasmaniae is een haarster uit de familie Comatulidae.
De wetenschappelijke naam van de soort werd in 1918 gepubliceerd door Austin Hobart Clark.